# Alley-Gletscher
Der Alley-Gletscher ist ein Gletscher im Australischen Antarktis-Territorium. Er entwässert die Nordhänge der Britannia Range in der Nähe des Ward Tower und fließt nach Norden zum Darwin-Gletscher.
Das Advisory Committee on Antarctic Names benannte ihn nach dem US-amerikanischen Glaziologen Richard Blaine Alley (* 1957) von der Pennsylvania State University, der im Rahmen des United States Antarctic Program die Eisströme des Westantarktischen Eisschilds untersuchte.